# Santiago de Riba-Ul
A Freguesia de Santiago de Riba-Ul é uma antiga freguesia urbana portuguesa do Município de Oliveira de Azeméis, que tinha 6,1 km² de área e 3 944 habitantes (2011), e, por isso, uma densidade populacional de 646,6 hab/km².
No âmbito de uma reforma administrativa nacional, realizada em 2013, foi agregada às freguesias de Oliveira de Azeméis, Ul, Macinhata da Seixa e Madail, fazendo assim parte da União das Freguesias de Oliveira de Azeméis, Santiago de Riba-Ul, Ul, Macinhata da Seixa e Madail.

## População
| População da freguesia de Santiago de Riba-Ul (1864 – 2011) | População da freguesia de Santiago de Riba-Ul (1864 – 2011) | População da freguesia de Santiago de Riba-Ul (1864 – 2011) | População da freguesia de Santiago de Riba-Ul (1864 – 2011) | População da freguesia de Santiago de Riba-Ul (1864 – 2011) | População da freguesia de Santiago de Riba-Ul (1864 – 2011) | População da freguesia de Santiago de Riba-Ul (1864 – 2011) | População da freguesia de Santiago de Riba-Ul (1864 – 2011) | População da freguesia de Santiago de Riba-Ul (1864 – 2011) | População da freguesia de Santiago de Riba-Ul (1864 – 2011) | População da freguesia de Santiago de Riba-Ul (1864 – 2011) | População da freguesia de Santiago de Riba-Ul (1864 – 2011) | População da freguesia de Santiago de Riba-Ul (1864 – 2011) | População da freguesia de Santiago de Riba-Ul (1864 – 2011) | População da freguesia de Santiago de Riba-Ul (1864 – 2011) |
| ----------------------------------------------------------- | ----------------------------------------------------------- | ----------------------------------------------------------- | ----------------------------------------------------------- | ----------------------------------------------------------- | ----------------------------------------------------------- | ----------------------------------------------------------- | ----------------------------------------------------------- | ----------------------------------------------------------- | ----------------------------------------------------------- | ----------------------------------------------------------- | ----------------------------------------------------------- | ----------------------------------------------------------- | ----------------------------------------------------------- | ----------------------------------------------------------- |
| 1864                                                        | 1878                                                        | 1890                                                        | 1900                                                        | 1911                                                        | 1920                                                        | 1930                                                        | 1940                                                        | 1950                                                        | 1960                                                        | 1970                                                        | 1981                                                        | 1991                                                        | 2001                                                        | 2011                                                        |
| 1.198                                                       | 1.339                                                       | 1.458                                                       | 1.362                                                       | 1.553                                                       | 1.532                                                       | 1.390                                                       | 1.787                                                       | 2.023                                                       | 2.421                                                       | 2.824                                                       | 3.379                                                       | 3.585                                                       | 4.126                                                       | 3.944                                                       |

## Património
- Capela do Outeiro
- Capela no Largo do Senhor da Campa
- Igreja de São Tiago (matriz)
- Alminhas dos Franceses
- Ponte do Salgueiro
- Quinta de Santiago
- Capela de Santa Ana
- Cruzeiro
- Cruzes do calvário
- Casas dos Rebelos e de Valente Marques
- Mamoa do Peralta
- Castro de Vila Cova
- Quinta de Carcavelos
- Lugares de Ponte de Salgueiro e da Quinta de Santiago
- Trecho do rio Ul

## Economia
- Está sediada em Santiago de Riba-Ul a empresa Transportes Álvaro Figueiredo.
- Tem uma zona industrial onde predomina a injecção ou a fabricação de moldes para plásticos
- Nessa mesma zona na indústria de restauração predomina o Café Restaurante Casa Velha
- Existe uma fabrica de componentes para calçado chamada´´Oliveisolas´´